# 松島彜
松島 彜（まつしま つね、1890年2月14日 - 1985年10月9日）は、日本の作曲家、教育者。女子学習院教授、宝仙学園短期大学教授。

## 人物
旧水戸藩士で裁判官を務めていた松島茂徳と米子の長女として、父の任地である山形県山形市に生まれる。1902年に福島県立福島高等女学校に入学。学業は優秀で音楽の成績が特に優れていたために、教師の大立目元子に音楽学校への進学を勧められる。1906年に女学校を卒業すると音楽学校受験のために上京し、東京市小石川区高田老松町の伯母（母の姉）の家に寄宿した。1907年に東京音楽学校予科に入学し、1908年に進学した同校本科器楽部ピアノ専攻で戸倉やまにピアノを、ヘルマン・ハイドリヒとルドルフ・ロイテルにピアノと作曲を師事して1911年に卒業。同校研究科器楽部ピアノ専攻でロイテルにピアノと作曲を、ハインリヒ・ヴェルクマイスターに作曲を、パウル・ショルツにピアノを師事して1913年に修了した。当時の研究科にはヴェルクマイスターのすすめによって作曲部が設置されており、本科を卒業した松島も研究科作曲部への進学を希望していたが、女子の入学を除外する規則があったためにやむなく研究科器楽部に進学した。後にヴェルクマイスター門下の作曲家である小松耕輔、本居長世、梁田貞、中山晋平、弘田龍太郎とともにサークル「たぬき会」を結成した。研究科在学中に並行して東京外国語学校でイタリア語を学び、ヨーロッパへの研究旅行に備えたが、1912年に乃木希典に請われて乃木が院長を務める学習院女子部（1918年より女子学習院）の教師となる。父が脳溢血で倒れたことも留学断念の理由となった。1922年に東京音楽学校奏楽堂で、1924年に帝国ホテルで作品発表会を開催し、自作の室内楽曲、独奏曲、声楽曲などを発表した。その後女子学習院教授、文部省教科書編纂委員を歴任。1945年に勲四等瑞宝章を受章。1946年に女子学習院を退官。晩年は自宅を大明塾としてピアノと合唱を教えるかたわら、仏教音楽の研究・創作に従事した。1964年に神奈川県鎌倉市の円覚寺の一角に居を移した。1967年に勲四等宝冠章を受章。1985年10月9日に脳軟化症のため、横浜市金沢区の済生会若草病院で亡くなった。墓所は茨城県水戸市の常磐共有墓地。教え子に朝吹英一、寺島尚彦がいる。

## 作品
ピアノ曲、歌曲をはじめあらゆる分野に1000曲の作品を残している。代表作に「おうま」「赤い鳥小鳥」「手まり歌」「真珠」、鎌倉学園(作曲当時は旧制鎌倉中学)校歌がある。

### 宗教曲
- カンタータ『極楽荘厳』（1958年）[1]
- カンタータ『般若波羅蜜多讃経』（1979年）[1]
- 声明『般若経 小曲集I』（1980年出版）

### 声楽曲
- 女子学習院開校五十周年祝賀唱歌（1933年出版）
- 皇后陛下御誕辰奉賀歌（女子学習院、1935年出版）
- 学校朝礼歌（1937年出版）
- 朝礼歌: 菊の巻/桐の巻（1940年出版）
- おうま（林柳波詞、1941年）
- 幼児のためのうたとマーチ『おおきいおうまちいさいおうま』（1955年出版）
- 道の唄集（大明塾、1959年出版）
- 合唱曲集（大明塾、1961年出版）
- 幼児のうた（音楽之友社、1962年出版、1981年改訂）
- 歌曲選集（松島彜、1973年出版）
  - 真珠（武内俊子詞）
  - 枯木立（吉丸一昌詞）
- 小学生のうた（松島彜、1983年出版）
- 赤い鳥小鳥（北原白秋詞）
- 手まり歌（武内俊子詞）

### 管弦楽曲
- 藻塩草（1934年?）

### 室内楽曲
- ヴァイオリンとピアノのためのファンタジー ト長調（1923年）
- ヴァイオリンとピアノのためのプレリュード イ短調（1924年）
- 弦楽四重奏曲 変ホ長調（1924年）
- 琴とピアノのための二重奏曲『六段』（1963年）
- チェロのためのファンタジー ハ長調
- チェロのためのファンタジー 変ロ長調
- チェロのためのユーモレスク ホ短調

### ピアノ曲
- サクラバリエーション、ピアノ連弾用小曲[25]
- ソナチネ（ソナティーナ） ハ長調（1918年出版）
- ノクターン ト長調（1926年）
- ノクターン ヘ長調（1926年）
- ソナタ ハ長調（1927年）
- 藻塩草 ロ短調[26]
- 藻塩草 嬰ヘ短調（藻塩籠より）[27]
- ワルツ 変イ長調（1933年）[28]
- ワルツ ハ長調（1933年）
- ソナタ ハ長調（1933年）[29][30]
- 民謡「開いた開いた」を主題とせる六変奏曲 ト短調（1936年）[31]
- 組曲『少女のありし日』（1936年）
- ソナタ ト長調（1938年）[32]
- 初学者のためのピアノ教本『音の世界』（大明塾出版部、1954年出版、1960年改訂）
- バラード Ballad, Op. 38 （大明塾、1955年出版）
- 組曲『一茶 Issa』 Op. 394 （1955年）
- 組曲『芭蕉 Bashoō』 Op. 412 （1956-1957年）
- 子供のピアノ・おとのくに（1957年出版）
- 組曲『羽衣 Hagoromo』（大明塾、1959年出版）
- 桜の主題による八変奏曲 Sakura variations for the pianoforte, Op. 111 （大明塾、1959年出版）
- 組曲『日本十二か月』（1962年）
  1. 手まりうた
  2. 雪
  3. ひなまつり
  4. 春爛漫
  5. 鯉のぼり
  6. さみだれ
  7. 海
  8. 滝
  9. 虫
  10. 十月
  11. 七五三の子供
  12. 除夜
- Soran rondo （音楽之友社、1962年出版）
- ソナタ ホ短調
- ソナタ 変ロ長調（1966年）
- ソナタ ホ長調（1966年）

## 著作
- 「ピアノ」『アルス西洋音楽大講座』第2巻（アルス、1929年） NDLJP:1242997
- ピアノ奏法の研究 音楽叢書 第7編（京文社、1929年） NDLJP:3192025
- 音楽概論（培風館、1937年） NDLJP:1227234
- 楽典からやさしい作曲まで（音楽之友社、1956年） NDLJP:2479152
- ふくろうのつぶやき : 随想と思い出の記（あぽろん社、1979年）